# Beschorneria yuccoides

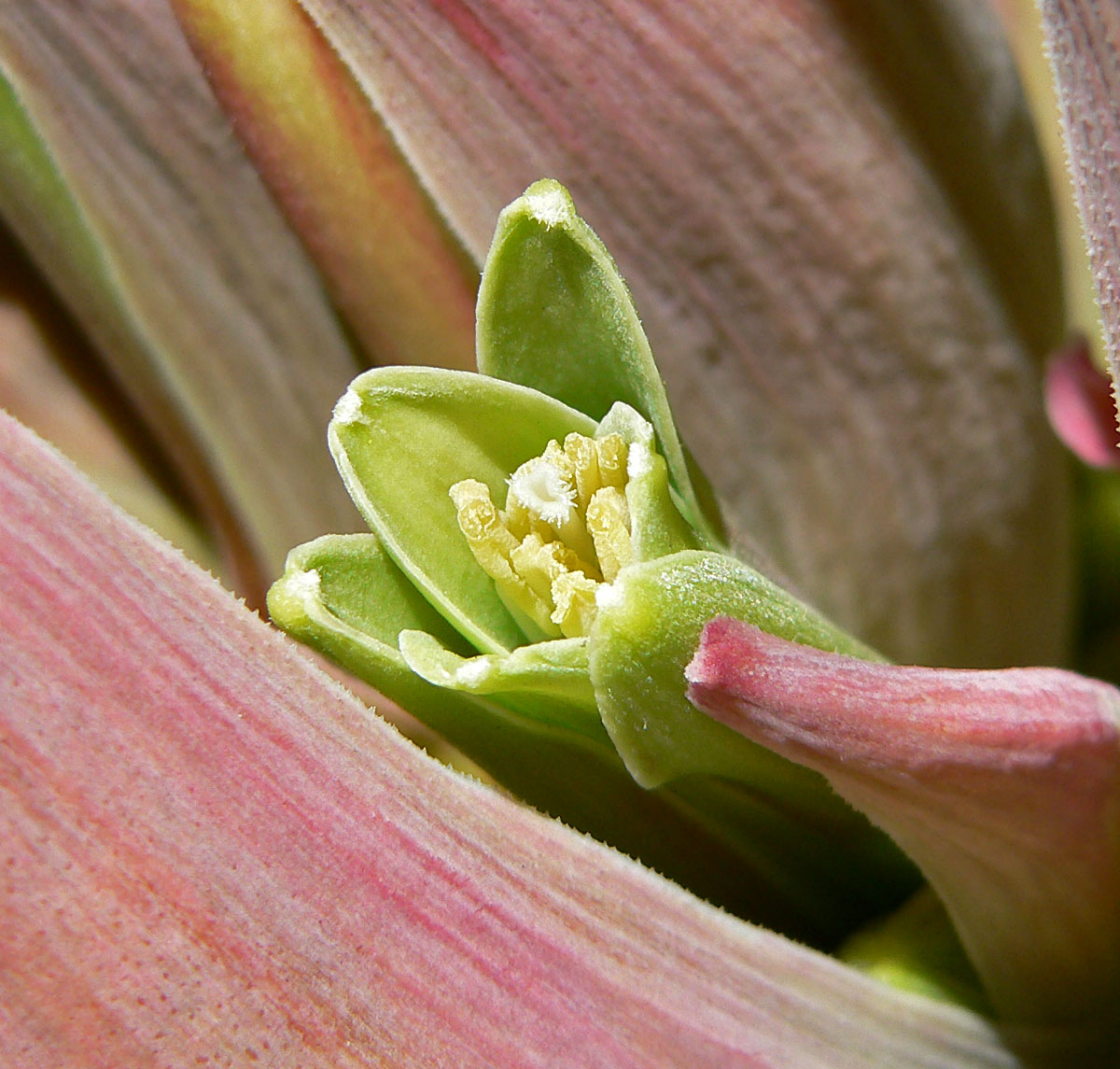
Blüte

Beschorneria yuccoides ist eine Pflanzenart aus der Gattung Beschorneria in der Unterfamilie der Agavengewächse (Agavoideae). Das Artepitheton yuccoides leitet sich vom griechischen Wort -oides für ‚ähneln‘ sowie dem botanischen Namen der Gattung Yucca ab.

## Beschreibung
Beschorneria yuccoides wächst stammlos. Die 20 bis 35 linealisch-lanzettlichen, an ihrer Basis verbreiterten, (etwas) ledrigen Laubblätter laufen spitz zu und sind oberhalb der Basis auf 1,25 Zentimeter verschmälert. Die Oberseite ist kahl, die Unterseite rau. Die graugrüne bis grüne, glauke Blattspreite ist 40 bis 60 (selten bis 90) Zentimeter lang und 3,3 bis 3,5 (selten bis 10) Zentimeter breit. Die Spitze ist spitz zulaufend, die Blattränder fein gezähnelt.
Der Blütenstand erreicht eine Höhe von 100 bis 180 (selten bis zu 320) Zentimeter. Der Schaft ist dunkelrot, die Spitze anfangs überhängend und später aufrecht. Die Brakteen sind rot, die Blütenstiele 0,4 bis 3,5 (selten bis 30) Millimeter lang. Die kahlen bis verkahlenden Blüten sind 40 bis 50 Millimeter lang. Ihre spitzen, roten oder grüngelblichen, rot überhauchten Perigonblätter sind linealisch-länglich, länglich oder spatelig und weisen eine Länge von 33 bis 40 Millimeter auf und sind 3,5 bis 7 Millimeter breit. Die Perigonblätter sind nicht miteinander verwachsen, sind aber eng zusammenneigend und bilden eine röhrige Struktur. Ihre Spitzen sind grün, die oberen sind etwa 10 Millimeter lang, etwas ausgebreitet und leicht behaart. Die fadendünnen, 35 Millimeter langen Staubfäden ragen nicht aus dem Perigon heraus. Die Staubbeutel sind 3,5 bis 6 Millimeter lang. Der zylindrische, am Hals leicht eingeschnürte, dunkelrote Fruchtknoten weist eine Länge von 20 Millimeter und eine Breite von 5 Millimeter auf. Der Griffel ist fadendünn, die Narbe etwas behaart.
Die länglichen bis fast kugelförmigen Früchte sind 30 bis 40 Millimeter lang und 15 bis 25 Millimeter breit. Sie enthalten flache schwarze Samen von 7 bis 8 Millimeter Länge und 3,5 bis 5 Millimeter Breite.
Die Chromosomenzahl beträgt 2n = 60.

## Systematik und Verbreitung
Beschorneria yuccoides ist in den mexikanischen Bundesstaaten Hidalgo, Puebla und Veracruz in Höhenlagen von 2700 bis 3000 Metern verbreitet.
Die Erstbeschreibung durch Karl Heinrich Emil Koch wurde 1859 veröffentlicht. Als Synonym in die Art einbezogen sind Beschorneria bracteata Jacobi ex Baker (1864),
Beschorneria viridiflora Hort. Hamb. ex Anonymus (1892) und Beschorneria hidalgorupicola Matuda (1967).
Es werden folgende Unterarten unterschieden:
- Beschorneria yuccoides subsp. yuccoides
- Beschorneria yuccoides subsp. dekosteriana (K.Koch) García-Mend.[3]

## Nachweise